# Carex novogaliciana
Carex novogaliciana är en halvgräsart som beskrevs av Anton Albert Reznicek. Carex novogaliciana ingår i släktet starrar, och familjen halvgräs. Inga underarter finns listade i Catalogue of Life.